# Famille Walewski
La famille Walewski (pluriel: Walewscy, forme féminine: Walewska) est une famille de l'aristocratie polonaise, originaire de Walewice dans le Łęczyca, documentée depuis 1382.

## Personnalités
La famille a donné :

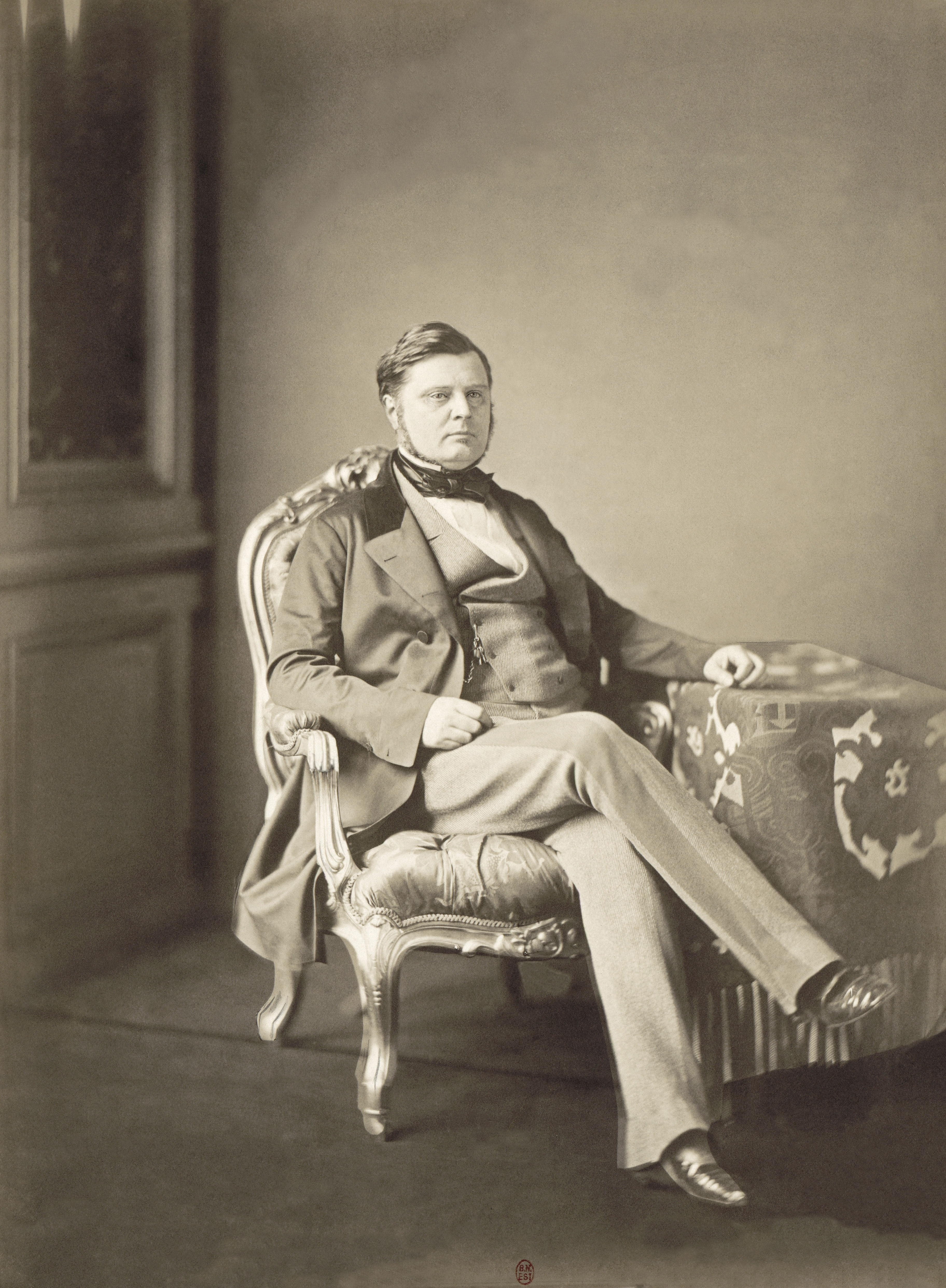
Alexandre Colonna-Walewski

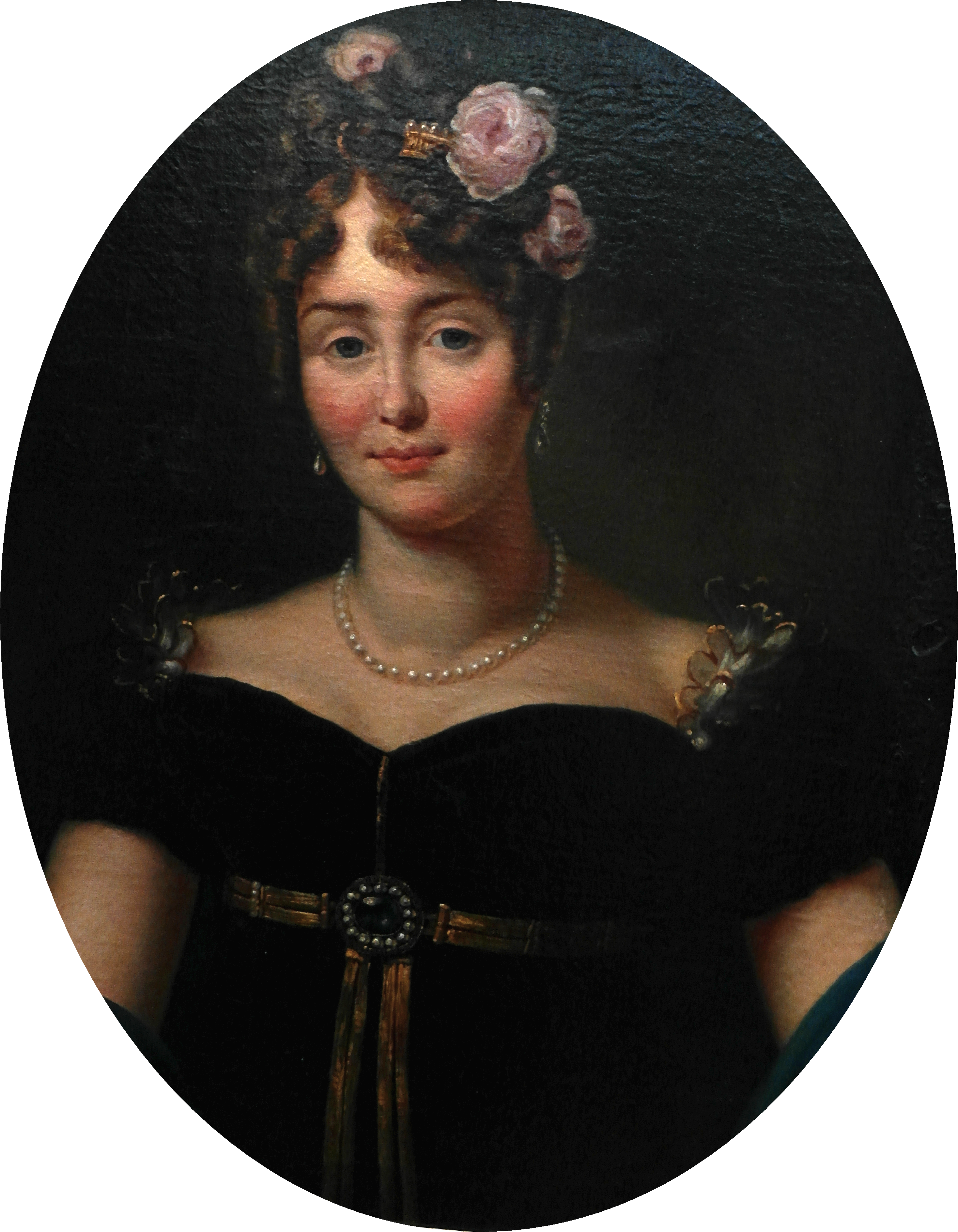
Maria Walewska; portrait par François Gérard

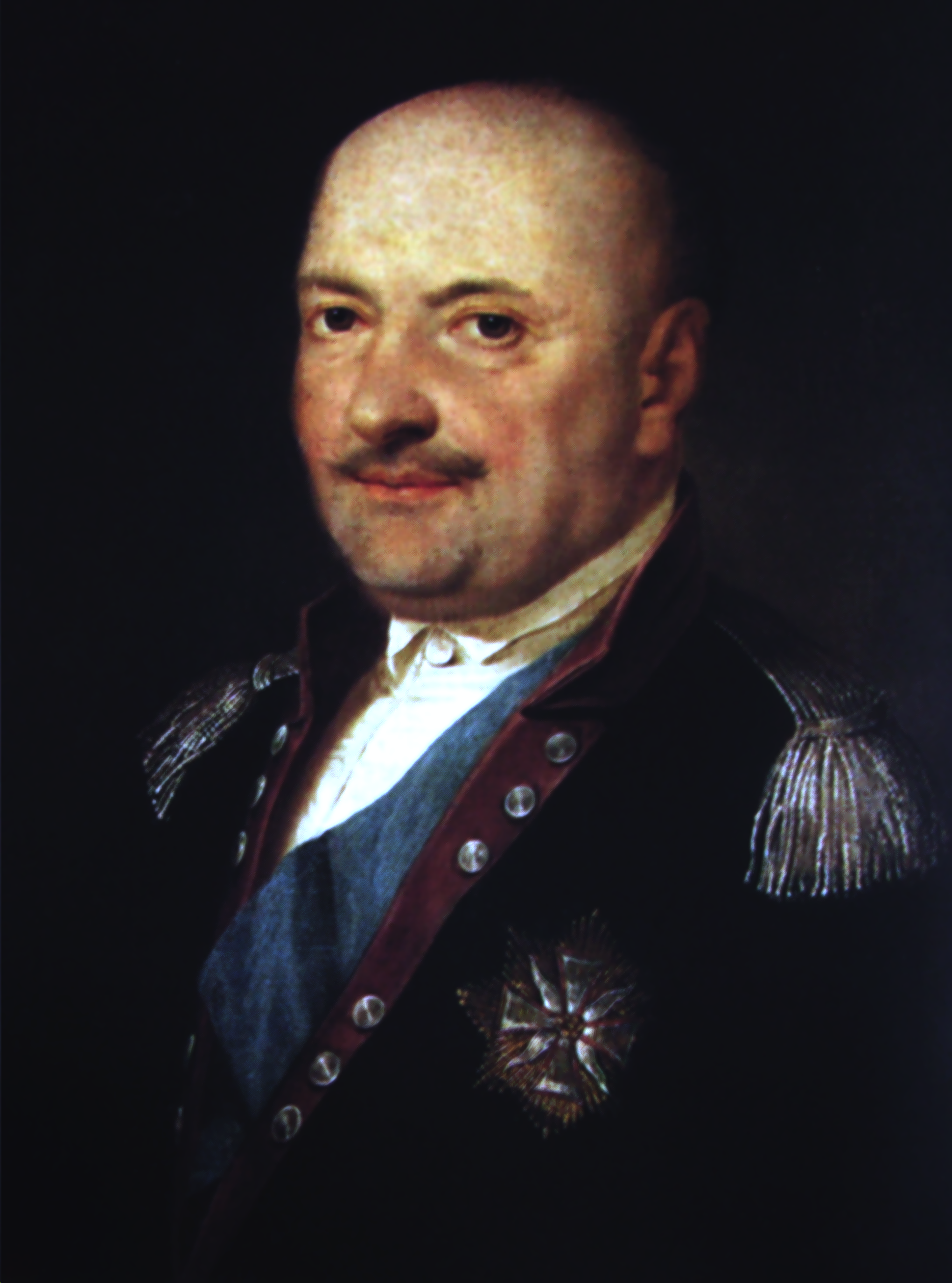
Michał Walewski; portrait par Józef Pitschmann (1788)

- 15 sénateurs de la Première République polonaise (1574-1795),
- un sénateur du royaume de Pologne (1819-1831),
- 4 chevaliers de l'ordre de l'Aigle Blanc,
- 4 chevaliers de l'ordre Virtuti Militari dans l'ère napoléonienne et 2 au cours de l'insurrection de Novembre 1830-1831,
- 1 chevalier de Malte
- 3 chanoinesses de Varsovie.

- Alexandre Colonna-Walewski (1778-1845), sénateur.
- Alexandre Colonna Walewski (1810-1868), polonais et homme politique français, fils de l'empereur Napoléon Ier.
- Marcin Walewski (mort en 1761), podkomorzy de Sieradz.
- Marie Walewska, maîtresse de l'empereur Napoléon. Dans les dernières années, elle a épousé le comte Philippe Antoine d'Ornano.
- Michał Walewski (1735-1806), Voïvodie de Sieradz.
- Władysław Walewski, co-auteur du Dictionnaire géographique du royaume de Pologne et des autres pays slaves.
- Wincenty Colonna Walewski, (1841-1896), comte, vétéran de l'insurrection de Janvier.
- Bogumił Gabriel Walewski, cześnik de Sieradz en 1793, roku, membre de la Grande Diète.

## Armoiries

Pierzchała (Kolumna)
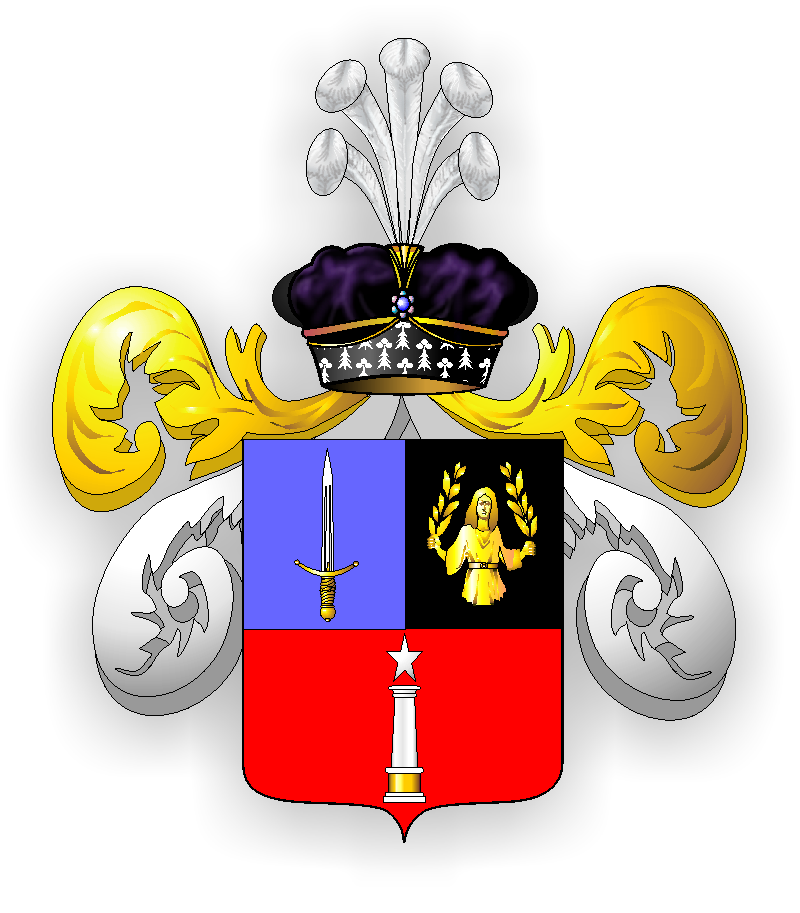
Le Comte Colonna-Walewski

Le blason de la famille est Pierzchała.

## Résidences

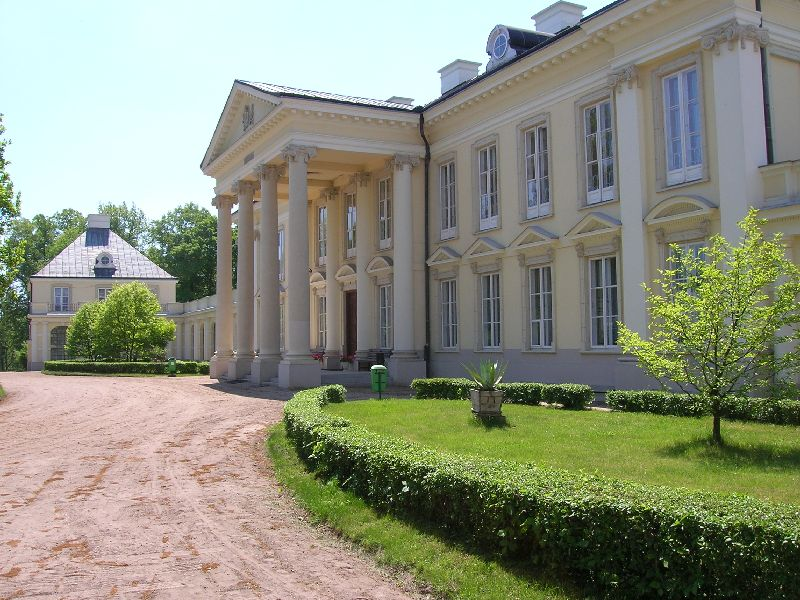
Palais de Walewice